# والتر كولمان
والتر كولمان (بالإنجليزية: Walter Coleman)‏ هو لاعب كرة قاعدة أمريكي، ولد في 13 يونيو 1873 في ليز ساميت في الولايات المتحدة، وتوفي في 20 نوفمبر 1925 في بونستون في الولايات المتحدة.